# Борањи (Савона)
Борањи је насеље у Италији у округу Савона, региону Лигурија.
Према процени из 2011. у насељу је живело 26 становника. Насеље се налази на надморској висини од 181 м.